# Gottlob Moriz Christian von Wacks
Gottlob Moriz Christian von Wacks (Heilbronn, 30 ottobre 1720 – Heinsheim, 15 aprile 1807) è stato un nobile e politico tedesco. 
Dal 1770 al 1803 fu sindaco della città tedesca di Heilbronn.

## Biografia
Gottlob era figlio del sindaco di Heilbronn, Adam Christian Wacks (1675-1732), e della sua seconda moglie, Sibilla Martha Feyerabend. Gottlob frequentò l’Heilbronner Gymnasium e si iscrisse, il 7 novembre 1736, all'Università di Strasburgo dove ebbe modo di studiare filosofia e diritto. Dopo aver completato i propri studi, tornò a Heilbronn come consulente legale e divenne l'ottavo e ultimo senatore del piccolo consiglio interno della città dal 31 dicembre 1746 al 1750, divenendo poi il sesto e quindi nel 1756 il primo. A quel tempo era considerato il non mercante più ricco della città, pagando di tasse nel 1752 la somma di 48.475 fiorini.
Il 14 aprile 1757 fu elevato nei ranghi della nobiltà e nello stesso anno divenne amministratore fiscale del comune. Divenne successivamente anche consigliere governativo ducale del Württemberg. Dopo che il sindaco Georg Philipp Mylius si ritirò all'inizio del 1781, von Wacks divenne infine sindaco della città. Wacks ricoprì anche numerosi altri incarichi come quello di visitatore dei farmacisti della città, di maestro di caccia, di custode del locale monastero dei carmelitani, di bibliotecario, di censore delle tipografie e di supervisore alla protezione della città e della corporazione dei barbieri. Il suo mandato venne contraddistinto da un consolidamento delle finanze della città e dalla sua attenta amministrazione.
La casa di Wacks, vicina alla chiesa di St. Wolfgang, divenne negli anni il centro di una fervida vita sociale ed intellettuale in città. Tra i frequentatori più assidui del suo salotto ricordiamo Otto Heinrich von Gemmingen-Hornberg, intimo amico di Mozart e drammaturgo, e molti altri personaggi nel campo musicale che egli protesse grazie anche alla seconda moglie, Charlotte Sophie von Pflugk, grande amante delle arti. Christian Friedrich Daniel Schubart, che fu tra gli ospiti di von Wacks lo descrisse così: "un profondo conoscitore del mondo della bella cultura mentale, e cantava e suonava al pianoforte con gusto". Si interessò anche largamente al mesmerismo propugnato da Eberhard Gmelin e, probabilmente, anche alla massoneria, frequentando la loggia istituita dal principe Luigi Giorgio Carlo d'Assia-Darmstadt.
Dopo il trasferimento nella città imperiale di Heilbronn nel Württemberg nel 1803, Wacks decise di ritirarsi dalla vita pubblica, trasferendosi a Heinsheim dove morì nel 1807.